# Корганбай
Корганбай (каз. Қорғанбай ауылы, до 2007 г. — Промышленный) — аул в Улытауской области Казахстана. Находится в подчинении городской администрации Жезказгана. Входит в состав Кенгирского сельского округа. Код КАТО — 351839200.

## Население
В 1999 году население аула составляло 180 человек (92 мужчины и 88 женщин). По данным переписи 2009 года, в ауле проживало 105 человек (54 мужчины и 51 женщина).